# نيت مور
نيت مور (بالإنجليزية: Nate Moore) هو فنان قتال مختلط أمريكي، ولد في 6 أبريل 1983 في إنديانابوليس في الولايات المتحدة.

## وصلات خارجية
- نيت مور على موقع شيردوغ (الإنجليزية)
- نيت مور على موقع IMDb (الإنجليزية)